# استاریه ماتی
استاریه ماتی (به لاتین: Starye Maty) یک منطقهٔ مسکونی در روسیه است که در باشقیرستان واقع شده‌است.